# Marc Lavoie

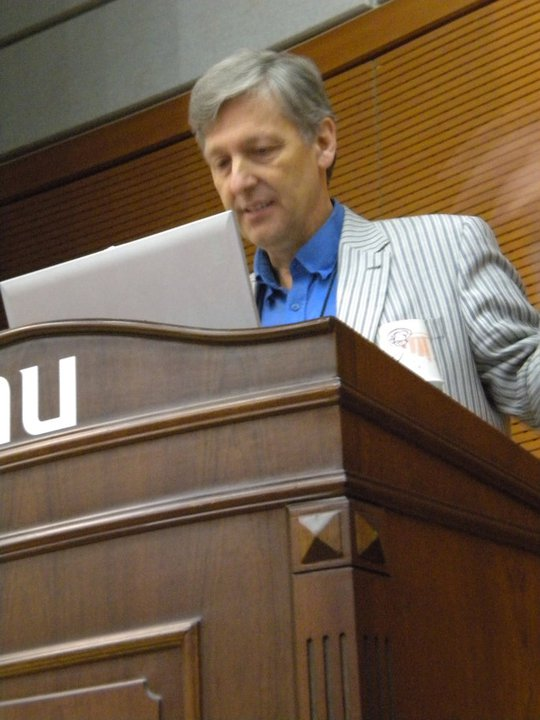
Marc Lavoie

Marc Lavoie (geboren 29. April 1954 in Ottawa, Ontario) ist ein kanadischer Wirtschaftswissenschaftler und Hochschullehrer. Er war als Fechtsportler im kanadischen Nationalteam und nahm an Olympischen Spielen teil.

## Wissenschaftliche Karriere

Dieses Stock-Flow Consistent Model aus Lavoies Lehrbuch Monetary Economics konvergiert zu einem stationären Zustand.

Marc Lavoie wurde promoviert an der Université Paris 1 Panthéon-Sorbonne und lehrt seit 1979 am Departement für Wirtschaftswissenschaften der Universität Ottawa, wo er eine Professur innehat. Seine Forschungsinteressen liegen im Bereich der Heterodoxen Ökonomieschulen, insbesondere des Postkeynesianismus, Makroökonomie, Wirtschaftswachstum, Ökonomie des Sports sowie Geldtheorie und -politik. Neben einer dreistelligen Anzahl Artikeln in Fachzeitschriften schrieb er mehrere Bücher, darunter Post-Keynesian Economics: New Foundations (2014), Introduction to Post-Keynesian Economics (2006, übersetzt in vier Sprachen) sowie Foundations of Post-Keynesian Economic Analysis (1992). Gemeinsam mit Wynne Godley verfasste er das Lehrbuch Monetary Economics: An Integrated Approach to Money, Income, Production and Wealth (2007), das sich mit Stock-Flow Consistent Models auseinandersetzt und die Arbeiten Godleys seit Anfang der 1990er Jahre ausarbeitete. Er ist als Herausgeber tätig u. a. bei European Journal of Economics and Economic Policies: Intervention, Review of Keynesian Economics, Revista de Economia Critica, Investigacion Economia und International Journal of Pluralism and Economics Education.

## Karriere als Fechter
Nach Erfolgen in den französischen und kanadischen Jugendmeisterschaften gewann er 1975–79 und 1985–86 insgesamt sieben Mal die kanadischen Meisterschaften im Säbelfechten. Zwischen 1973 und 1984 war er im kanadischen Nationalteam und nahm 1975, 1979 und 1983 an den Pan-Amerikanischen Spielen teil, wo er 1979 die Einzelwertung gewinnen konnte. Er nahm an den Commonwealth-Meisterschaften 1974 (4.), 1978 (2.) und 1982 sowie an den Olympischen Sommerspielen 1976 und 1984 teil.

## Bücher
- M. Lavoie, Post-Keynesian Economics: New Foundations, Cheltenham, Edward Elgar, 2014, 660 Seiten, ISBN 978-1-84720-483-7
- Wynne Godley und Marc Lavoie, 2007. Monetary Economics: An Integrated Approach to Credit, Money, Income, Production and Wealth, Palgrave MacMillan. ISBN 0-230-50055-2
- W.J. Baumol, A.S. Blinder, M. Lavoie und M. Seccareccia, Macroeconomics: Principles and Policy, Toronto, Nelson Education, 2009, 440 Seiten, ISBN 978-0-17-625255-7
- W.J. Baumol, A.S. Blinder, M. Lavoie und M. Seccareccia, Microeconomics: Principles and Policy, Toronto, Nelson Education, 2009, 495 Seiten, ISBN 978-0-17-625254-0
- M. Lavoie, Introduction to Post-Keynesian Economics, Palgrave/Macmillan, 2006, 150 Seiten, ISBN 0-230-22921-2
- M. Lavoie, La économia postkeynesiana, Barcelona, Icaria editorial, 2005, 142 Seiten, ISBN 84-7426-785-4 (in Spanisch)
- M. Lavoie, L’Économie postkeynésienne, Paris, La Découverte (Repères), 2004, 128 Seiten, ISBN 978-2-7071-4266-5 (in Französisch)
- M. Lavoie, Avantage numérique, Gatineau, Vents d'Ouest, 1997, 288 Seiten, ISBN 9782921603591 (in Französisch)
- M. Lavoie, Désavantage numérique, Gatineau, Vents d'Ouest, 1998, 168 Seiten, ISBN 9782921603652 (in Französisch)
- M. Lavoie, Macroéconomie: théorie et controverses postkeynésiennes, Dunod, Paris, 1987, 225 Seiten, ISBN 2-04-016-904-0 (in Französisch)
- F. S. Lee und M. Lavoie (Hrsg.), In Defense of Post-Keynesian Economics and Heterodox Economics: Response to their Critics, Routledge, London, 2013, 260 Seiten, ISBN 978-0-415-69436-0
- M. Lavoie und E. Stockhammer (Hrsg.), Wage-Led Growth: An Equitable Strategy for Economic Recovery, International Labour Office - Palgrave Macmillan, Basingstoke, 2013, 193 Seiten, ISBN 978-1-137-35792-2
- M. Lavoie und G. Zezza (Hrsg.), The Stock-Flow Consistent Approach: Selected Writings of Wynne Godley, Palgrave Macmillan, Basingstoke, 2012, 276 Seiten, ISBN 978-0-230-29311-3
- L.P. Rochon, M. Lavoie und M. Seccareccia (Hrsg.), Money and Macroeconomic Issues: Alfred Eichner and Post-Keynesian Economics, M.E. Sharpe, Armonk (NJ), 2010, 250 Seiten, ISBN 978-0-7656-1796-5
- M. Lavoie und M. Seccareccia, Central Banking in the Modern World: Alternative Perspectives, Edward Elgar, Cheltenham, 2004, 296 Seiten, ISBN 1-84376-641-8
- M. Lavoie und M. Seccareccia (Hrsg.), Milton Friedman et son oeuvre, Presses de l'Université de Montréal, Montréal, 1993, 230 Seiten, ISBN 2-7606-1586-3 (in Französisch)